# Chœur d'enfants d'Île-de-France
 (avril 2019).
Si vous disposez d'ouvrages ou d'articles de référence ou si vous connaissez des sites web de qualité traitant du thème abordé ici, merci de compléter l'article en donnant les références utiles à sa vérifiabilité et en les liant à la section « Notes et références ».
Le Chœur d'Enfants d'Île-de-France (CEIDF) est une maîtrise fondée en 2003 par Francis Bardot. Basée au conservatoire de Levallois, elle possède un répertoire très large.

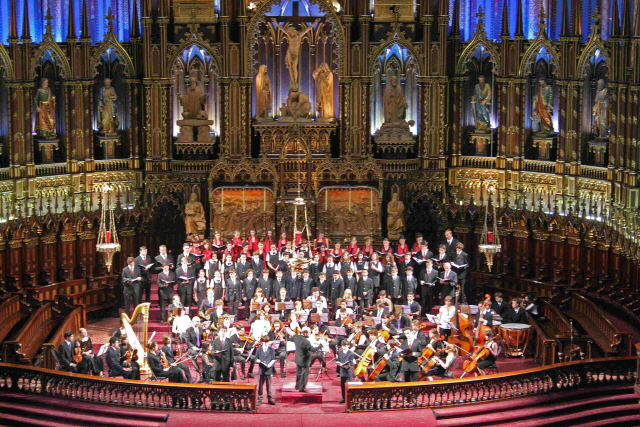
Le Chœur d'Enfants d'Île-de-France, accompagné du Jeune Chœur d'Île-de-France, chantant en la basilique Notre Dame de Montréal en juillet 2007

## La maîtrise
La maîtrise est composée d'une centaine de choristes, garçons et filles de 8 à 14 ans, sélectionnés lors d'une audition d'entrée. Garçons et filles en nombre égal se répartissent dans les pupitres de soprano et d'alto pour chanter à 2, 3, 4 voire 5 voix égales.
Lors de concerts, les voix d'hommes du Jeune Chœur d'Île-de-France viennent parfois compléter les pupitres par leur apport de ténor et de basses. Le Chœur d'Enfants forme ses propres solistes enfants grâce à l'expertise de Francis Bardot dans la technique vocale des voix d'enfants. Tous les maîtrisiens bénéficient, par petits groupes, d'une heure hebdomadaire de formation musicale et technique vocale en plus des heures de répétitions collectives. Depuis 2011, les chœurs De l'Orchestre Colonne participent également à certains concerts. 

## Le répertoire
Le répertoire a pour base les grandes œuvres classiques incontournables à quoi s'ajoutent, à chaque saison, de nouvelles œuvres dont la liste actualisée est consultable en ligne sur le site web du Chœur. Le répertoire a pour base les grandes œuvres classiques incontournables auxquels s'ajoutent à chaque saison de nouvelles œuvres dont la liste actualisée est consultable en ligne sur le site web du Chœur.
Requiem de Duruflé, Requiem et Messes de Mozart, Gloria de Vivaldi, Requiem de Fauré, Requiem de Gounod, Messe de Sainte Cécile de Gounod, Stabat Mater de Pergolèse, cantates de Bach, musique romantique allemande (Brahms, Schumann, Schubert...), chansons françaises, pièces de Debussy, motets de Mendelssohn, Carmen de Bizet... ne sont que quelques exemples de ce répertoire.  

## Les concerts
De nombreux concerts sont organisés tout au long de l'année par la maîtrise. Ils ont lieu salle Ravel à Levallois. Mais la maîtrise participe aussi à de nombreux concerts hors de Levallois-Perret : églises de La Madeleine, la Trinité, Saint Eustache, Saint-Louis des Invalides, Opéra de Massy, Salle Pleyel, Théâtre du Châtelet, Cirque d'Hiver...
Pendant ses concerts, le CEIDF se produit avec des artistes prestigieux tels que Cyril Diederich, Laurent Petitgirard, Yves Henry, Peter Tiboris (en), Frédéric Chaslin et bien d'autres.

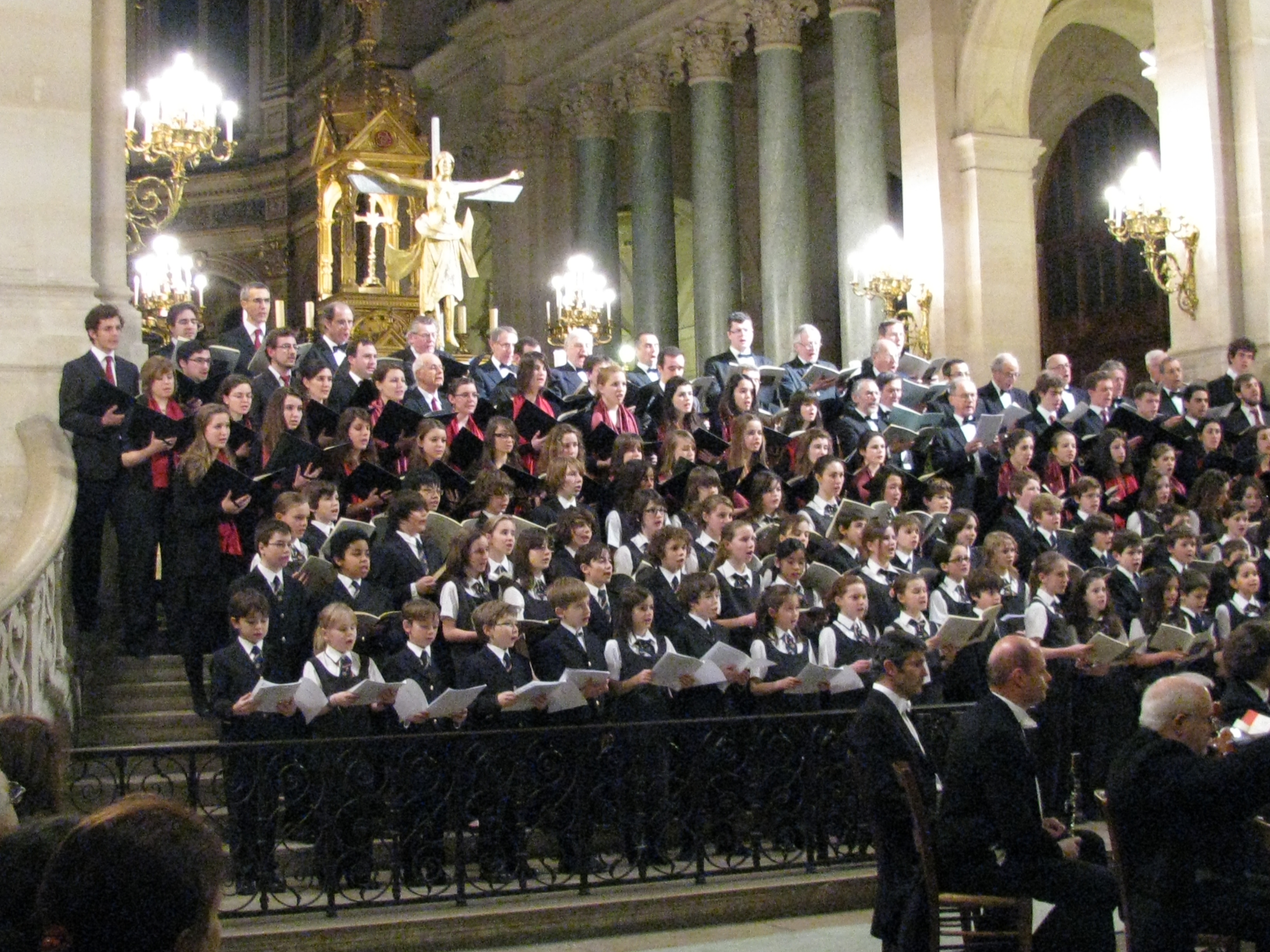
CEIDF et Jeune Chœur d'Île-de-France à l'Église de la Trinité, à Paris, en 2010

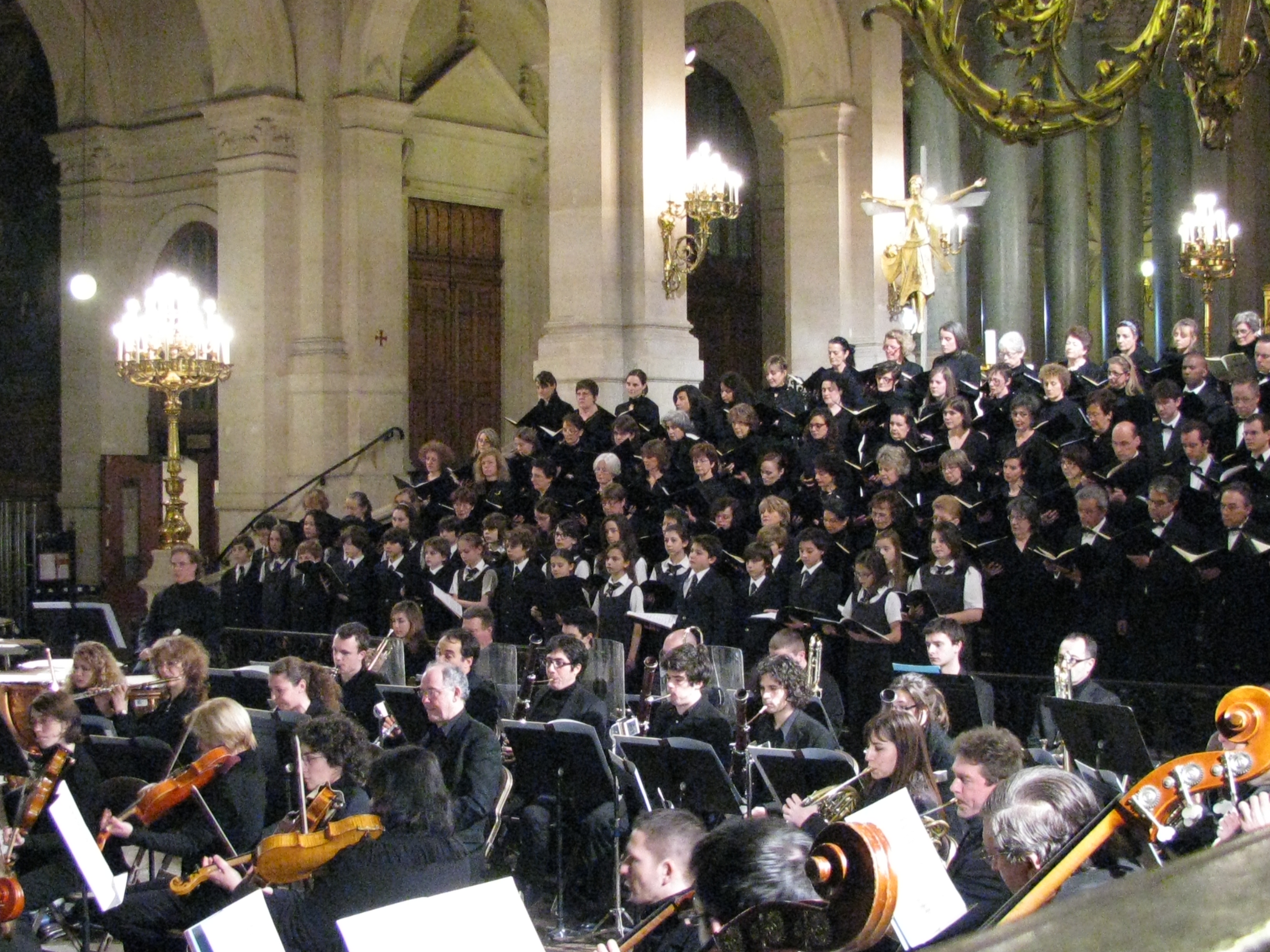
CEIDF et Jeune Chœur d'Île-de-France à l'Église de la Trinité, à Paris, en 2010

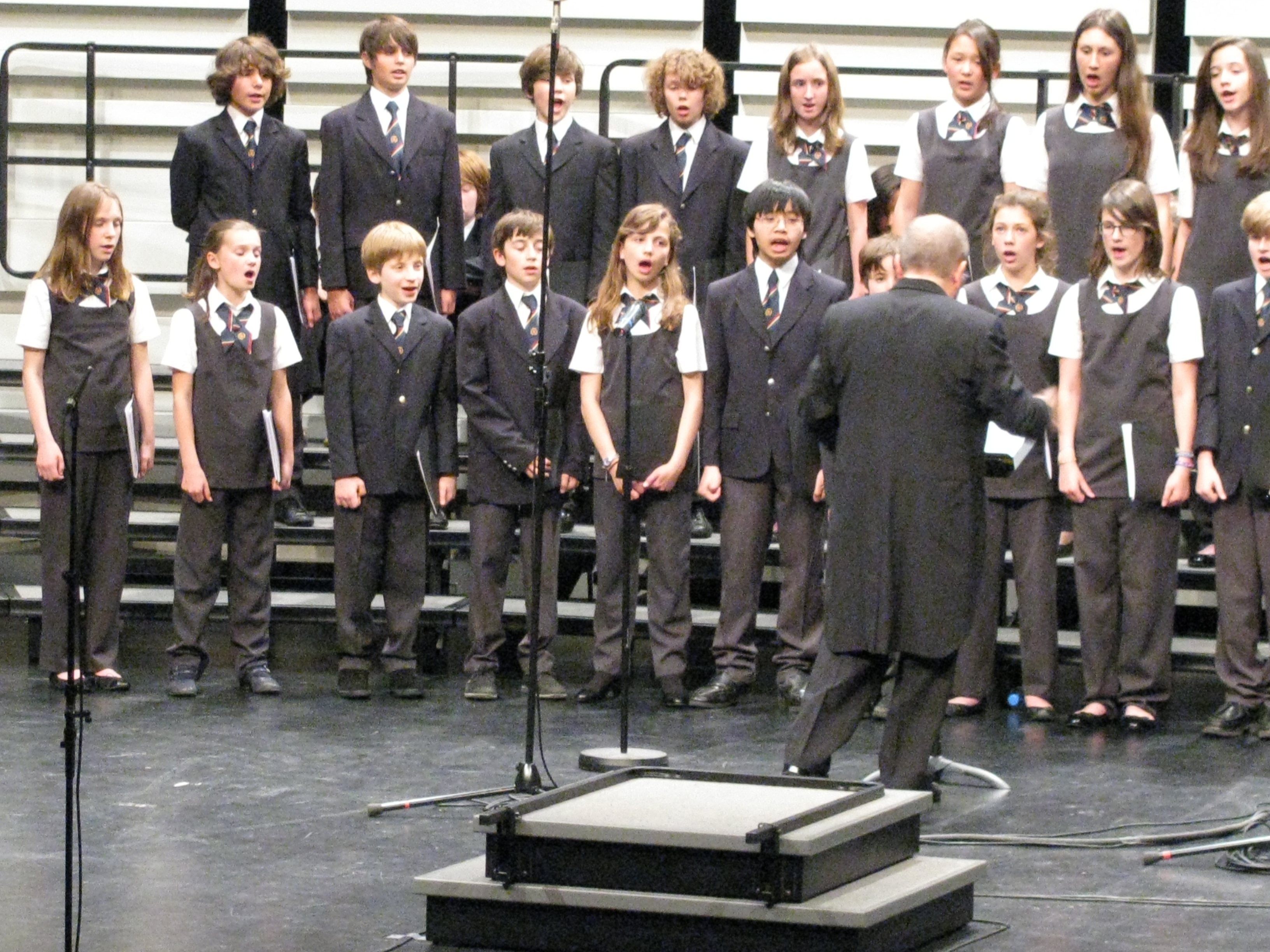
CEIDF à la salle Ravel, à Levallois, en 2010

## Les tournées et camps musicaux
Chaque année, la maîtrise part en tournée et organise, pour les plus jeunes, un week-end d'intégration en campagne ainsi qu'un camp musical. Ces dernières années, les tournées se sont déroulées États-Unis, au Canada, en Grèce, à Savines-le-Lac et à Annecy. 
Au cours des tournées, le Chœur d'Enfants d'Île de France participe à différents festivals : Festival of the Aegean, Festival de Santa-Fe, Festival de l'Abbaye de Cerisy-La-Forêt...